# 타케우치 나오코
다케우치 나오코(武内 直子, 1967년 3월 15일 ~ )는 일본의 만화가이다. 야마나시현 고후시에서 태어났다. 공립약과대학(共立薬科大学)을 다니던 1987년에 제2회 나카요시 신인 만화상을 수상하였다. 대학을 졸업한 후 대학 병원에서 근무하다가 만화가로 완전히 전업하였다.
1991년 세일러복을 입은 여전사를 소재로 한 《코드 네임은 세일러 V》를 《룬룬》에 발표하였으며, 이 작품을 발전시켜 1992년부터 《나카요시》에 《달의 요정 세일러문》을 연재하였다. 《세일러문》은 도에이 애니메이션에 의해 애니메이션으로 제작되어 센세이션을 일으켰으며, 애니메이션이 종료된 후 실사 드라마로도 제작되었다. 보석 매니아로 알려져 있고 《세일러문》에서도 보석 이름을 가진 캐릭터가 상당수 등장한다.
만화가 하기와라 가즈시의 소개로 《유유백서》의 만화가 도가시 요시히로와 알게 되어 1999년 결혼하였다. 당시 결혼식의 사회는 세일러문의 주인공 우사기 역을 맡았던 성우 미츠이시 코토노와 유유백서의 주인공 유스케 역을 맡았던 성우 사사키 노조무가 맡았다.